# Colossendeis acuta
Colossendeis acuta är en havsspindelart som beskrevs av Stiboy-Risch, C. 1993. Colossendeis acuta ingår i släktet Colossendeis och familjen Colossendeidae. Inga underarter finns listade i Catalogue of Life.